# Midar
Midar (Tamazight: ⵎⵉⴹⴰⵔ) is een stad en gemeente gelegen in het Rifgebergte in het noorden van Marokko in het stamgebied van de Ait Touzine. Midar behoort tot de provincie Driouch in de regio Oriental. De stad telt in 2024 circa 15.000 inwoners.

## Ligging
Midar ligt in het westelijke deel van de provincie Driouch, in een bergachtig gebied dat deel uitmaakt van het Rifgebergte. Het terrein is heuvelachtig met enkele valleien en plateaus die gebruikt worden voor landbouw. De stad ligt op een hoogte van circa 800 meter boven zeeniveau. In de directe omgeving liggen dorpen zoals Tiztoutine, Iksane, en Tafersit. De afstand tot de Middellandse Zeekust (bij Al Hoceima) bedraagt ongeveer 70 kilometer.
Het klimaat is mediterraan, met hete, droge zomers en koele, natte winters. Door de hoogte zijn de zomernachten vaak aangenaam koel, zelfs tijdens de warmste maanden.

## Tijdens de Rifoorlog
De regio rond Midar maakt historisch deel uit van het gebied dat bewoond werd door de Aït Touzine, een van de grote Berberse stammen van het Rifgebied. Tijdens de Rifoorlog (1921–1926), waarin de Riffijnen onder leiding van Abdelkrim El Khattabi streden tegen de Spaanse koloniale overheersing, vervulde de regio een strategische rol. Hoewel Midar zelf geen hoofdslagveld was, lagen er in de omgeving meerdere dorpen die logistieke steun leverden aan het Riffijns verzet.
Tijdens de koloniale periode werd Midar onderdeel van het Spaanse protectoraat in Noord-Marokko. Na de Marokkaanse onafhankelijkheid in 1956 ontwikkelde het zich tot een gemeentelijke eenheid binnen de provincie Nador, en later sinds de oprichting van de provincie Driouch in 2009 werd het daarvan een onderdeel.

## Groei
Midar is een groeiende stad. Er is een nieuwbouwwijk genaamd Midar el Jedida, wat 'Het nieuwe Midar' betekent, vergelijkbaar met een Europese nieuwbouwwijk. Er is een medisch centrum voor onder andere nierdialyse. Het geld hiervoor kwam voornamelijk van in Europa wonende Marokkanen.

## Demografie
Volgens de nationale volkstelling van 2014 had de gemeente Midar ongeveer 15.000 inwoners. De bevolking is overwegend van Amazigh (Riffijnse) afkomst, en de gesproken talen zijn vooral Tarifit en Darija (Marokkaans Arabisch).
De regio is sterk beïnvloed door emigratie naar Europa. Duizenden inwoners van Midar en omliggende dorpen zijn sinds de jaren zestig geëmigreerd naar met name Nederland, België, Frankrijk, Spanje en Duitsland. In de zomer keert een groot deel van deze diaspora tijdelijk terug naar hun geboortestreek, wat Midar in die periode tot een levendige stad maakt.

## Bestuur
Midar is een zelfstandige gemeente binnen de provincie Driouch. Het gemeentebestuur wordt gekozen via lokale verkiezingen, in overeenstemming met het nationale Marokkaanse decentrale bestuursmodel. De gemeente kent een gemeenteraad die onder meer verantwoordelijk is voor lokale infrastructuur, openbare orde, stadsontwikkeling en culturele evenementen.
Midar heeft ook administratieve instellingen zoals een bureau voor burgerzaken, een postkantoor, en enkele politieposten.

## Economie
De economie van Midar is vooral agrarisch van aard. Er worden onder andere olijven, vijgen, amandelen, graan en peulvruchten verbouwd. Daarnaast wordt er kleinschalige veeteelt bedreven. Veel gezinnen zijn afhankelijk van geld dat vanuit Europa wordt gestuurd door familieleden, deze remittenten vormen een belangrijk onderdeel van de lokale economie.
In de zomerperiode stijgt de economische activiteit sterk, door de bestedingen van de terugkerende diaspora. Kleine ondernemingen, cafés, kappers en winkels draaien dan vaak een groot deel van hun jaarlijkse omzet.

## Infrastructuur
Midar is bereikbaar via regionale wegen, vooral vanuit Driouch en Tiztoutine. De stad beschikt over een regionaal busstation, vanwaar bussen en taxi’s vertrekken richting steden als Nador, Al Hoceima en Oujda. De dichtstbijzijnde luchthavens zijn:
- Luchthaven Nador–Al Aroui (120 km)
- Luchthaven Al Hoceima – Cherif Al Idrissi (80 km)

Er zijn in Midar meerdere basisscholen, middelbare scholen en een lyceum (bovenbouw voortgezet onderwijs). Voor hoger onderwijs is men aangewezen op instellingen in Nador of Oujda.
Op het gebied van gezondheidszorg zijn er enkele publieke en privéklinieken, apotheken, en een gezondheidscentrum. Voor gespecialiseerde zorg reizen inwoners meestal naar Driouch, Nador of Oujda.

## Cultuur en samenleving
De cultuur van Midar is geworteld in de Amazigh-tradities van het Rifgebied. De islam, in de Malikitische rechtsschool, is de dominante religie. Religieuze feestdagen zoals Eid al-Fitr en Eid al-Adha worden uitgebreid gevierd. Ook huwelijksfeesten en begrafenisrituelen worden nog grotendeels volgens traditionele gebruiken uitgevoerd.
Muziek en dans zijn een belangrijk onderdeel van de lokale cultuur. Vooral Amazigh-muziek (zoals Rifiyya en Izran) wordt nog veel beoefend tijdens bruiloften en feesten.

## Toerisme
Hoewel Midar geen grote toeristische trekpleister is, wordt de stad in de zomer bezocht door duizenden Marokkaanse emigranten. De omgeving biedt mogelijkheden voor wandelen, bergtochten en het ontdekken van authentieke Riffijnse dorpen.
Er is beperkte accommodatie beschikbaar, waaronder enkele kleine pensions en appartementen voor kort verblijf. De nabijheid van de kust (Al Hoceima) en de bergen maakt Midar aantrekkelijk voor reizigers die rust en natuur zoeken.

## Bekende personen
- Mohamed Chrif Tribak – Filmregisseur met Riffijnse achtergrond, afkomstig uit de regio.
- Verschillende gemeenteraadsleden & diaspora-activisten met roots in Midar zijn actief in de lokale en Europese politiek.

1. ↑  https://www.citypopulation.de/en/morocco/oriental/admin/driouch/1670113__midar/